# Chase (minialbum)
Chase – piąty koreański minialbum południowokoreańskiej grupy The Boyz, wydany 21 września 2020 roku przez wytwórnię Cre.ker Entertainment. Płytę promował singel „The Stealer”. Sprzedał się w nakładzie 399 734 egzemplarzy w Korei Południowej (stan na sierpień 2021) i zdobył platynowy certyfikat w kategorii albumów.

## Lista utworów
| CD | CD                       | CD                                                                 | CD                                                                 | CD                                      | CD      |
| Nr | Tytuł utworu             | Tekst                                                              | Kompozycja                                                         | Aranżacja                               | Długość |
| -- | ------------------------ | ------------------------------------------------------------------ | ------------------------------------------------------------------ | --------------------------------------- | ------- |
| 1. | „Shine Shine”            | Kenzie                                                             | Kenzie, Daniel "Obi" Klein, Charli Taft                            | Kenzie, Daniel "Obi" Klein, Charli Taft | 3:35    |
| 2. | „The Stealer”            | Kenzie, Sunwoo (The Boyz)                                          | Coach & SendoTheo LawrenceYuki                                     | Coach & Sendo                           | 3:30    |
| 3. | „Insanity”               | JQ (제이큐), Lee Yeon-ji (Makeumine Works), Yoon (Makeumine Works) | Andy Love, Cozyface (Oceancave)                                    | Cozyface (Oceancave)                    | 3:52    |
| 4. | „Whiplash”               | Jo Yoon-kyung                                                      | Andreas Oberg, Ninos Hanna, Niklas Jarelius Persson, Martin Heneby | Niklas Jarelius Persson, Martin Heneby  | 3:21    |
| 5. | „Make or Break”          | Sunwoo (The Boyz), Hwang Yoo-bin                                   | BXNYoonseok (윤석)                                                 | BXN                                     | 3:25    |
| 6. | „Checkmate” (Stage Ver.) | Jo Yoon-kyung, Sunwoo (The Boyz)                                   | Imazine, Nathan (네이슨), Andreas Öhrn                             | Imazine, Nathan (네이슨)                | 3:31    |

## Notowania
| Lista                     | Pozycja |
| ------------------------- | ------- |
| Gaon Weekly Album Chart   | 1       |
| Gaon Yearly Album Chart   | 26      |
| Oricon Weekly Album Chart | 21      |
| Five Music (Tajwan)       | 2       |

## Nagrody w programach muzycznych
| Program               | Data                | Źródło |
| --------------------- | ------------------- | ------ |
| Show Champion (MBC M) | 30 września 2020    | [ 9 ]  |
| M Countdown (Mnet)    | 1 października 2020 | [ 10 ] |
| M Countdown (Mnet)    | 8 października 2020 | [ 11 ] |
| The Show (SBS MTV)    | 6 października 2020 | [ 12 ] |